# Bièvre (Rhône)
Die Bièvre ist ein Fluss in Frankreich, der im Département Isère in der Region Auvergne-Rhône-Alpes verläuft. Sie entspringt an der Gemeindegrenze von Montferrat und Saint-Sulpice-des-Rivoires, ändert in ihrem Oberlauf mehrfach den Namen (Ruisseau de Falconnière, Ruisseau des Rajans, Ruisseau de Corbières), entwässert generell in nördlicher Richtung und mündet nach rund 21 Kilometern im Gemeindegebiet von Les Avenières als linker Nebenfluss in einen Seitenarm der Rhône.

## Orte am Fluss
(Reihenfolge in Fließrichtung)
- Fallamieux, Gemeinde Pressins
- Chimilin
- Aoste
- Granieu
- Les Avenières